# 音訊壓縮 (格式)
音频压缩（区别于动态压缩）属于数据压缩的一种，用以減少音訊流媒体的傳輸頻寬需求與音訊檔案的儲存大小。按压缩方法可以分为无损压缩和有损压缩。

## 无损音频压缩
无损压缩虽然缩小音频的储存大小，但可以保留原始文件的所有信息，在播放上与原始文件没有任何差别。可以从以下方面评估：压缩速度、压缩比率、解码速度、软件硬件支持、稳定性和出错率。
无损压缩是一个可逆的过程，利用信息冗餘進行資料壓縮。
根據信息理論中的信源編碼定理：
{\displaystyle R={\frac {K}{N}}}
其中{\displaystyle N}為輸入訊息的長度。
{\displaystyle K}為輸出訊息的長度。
若{\displaystyle R}小於兩者的互信息,則傳遞的資料會產生錯誤，因此無損壓縮原是不可能的。
但是現實生活中傳遞的訊息常常會有信息冗餘的情況，所以無失真壓縮仍是可行。
利用信息冗餘來進行壓縮的範例如下：
假設今天要傳遞的訊息是一間教室的哪些座位為空位。
相較於傳遞每個座位的個別資訊一連串的訊息，直接傳遞哪幾排座位為空位更能節省消息的大小。
因此無失真壓縮的壓縮率也跟資料源的一致性有關，一致性越高，壓縮率越高。
Shorten是一种比较早的无损压缩格式；后来出现的有Free Lossless Audio Codec（FLAC）、Apple Lossless（ALAC）、Monkey's Audio（APE）和WavPack（WV）。

## 有损音频压缩
有损压缩，对原始文件的一些信息做一些近似处理，以得到更小的文件。
壓縮後檔案大小約為原本的百分之五到百分之二十（無損檔案壓縮約為原本的百分之五十到百分之六十）。
有损压缩是一个不可逆的过程，但是有損壓縮將人類心理學、聽覺系統的辨識都納入壓縮結果的考量。
因此雖然壓縮後檔案很小，聆聽者幾乎分辨不出來。
由於有損壓縮的不可回復性，這種格式並不適合用在需要反覆存檔、讀取的工作上。
例如音樂工作者修改樂曲內容，有損壓縮較適合用在最後的使用者上，最常见的有损压缩算法如 MP3 。
有損資料壓縮常用的壓縮方法為修正離散餘弦（MDCT），利用人類聽閾的特性以及聽覺掩蔽，將不重要的聲音資訊捨棄。
結合人類大腦聽覺辨識與人耳聽閾的研究稱為聲心理學。
需要注意的是，虽然有损压缩在理论上对原始文件造成损失，但这种损失不一定能被人耳分辨出来。